# Elecciones municipales de 2019 en Vigo
Las elecciones municipales de la ciudad de Vigo, Pontevedra (Galicia), se celebraron el 26 de mayo de 2019 como el resto de municipios de España. Abel Caballero resultó el gran vencedor de los comicios obteniendo la mayoría absoluta con el 67.64% de los votos.
Abel Caballero, quien ya había conseguido la mayoría absoluta en 2015, obtuvo 20 de los 27 concejales del Ayuntamiento de Vigo, convirtiéndose así en uno de los alcaldes más votados de España. La candidatura socialista liderada por el alcalde se impuso en todas las mesas electorales de la ciudad con un triunfo histórico. Además las candidaturas de la izquierda en su conjunto obtuvieron más del 80% de los sufragios.

## Alcaldía
Abel Caballero se ha mostrado como el ''alcalde de la navidad'', llegando a retar al Alcalde de Nueva York en la celebración y decoración de estas fechas. Se ha mostrado además como un líder carismático cercano a la gente, así lo ha declarado él. 
Además el alcalde ha sorprendido y se ha viralizado en ocasiones por sus apariciones o incluso bailes, aclamados por los ciudadanos.
Por su parte la oposición mantiene un perfil más bajo que el del propio alcalde. La cabeza de la oposición al equipo de gobierno la lidera Marta Fernández-Tapias de la mano del PPdeG, críticos con la gestión de Caballero en algunas ocasiones.